# Naked City (série télévisée, 1958)
Pour les articles homonymes, voir Naked City.
Naked City ou Cité sans voiles au Québec, est une série télévisée américaine en 138 épisodes créée par Stirling Silliphant et diffusée du 30 septembre 1958 au 29 mai 1963 sur le réseau ABC. Elle est inspirée du film La Cité sans voiles (The Naked City, 1948) et reprend son format semi-documentaire.
La première saison de la série est diffusée en 1958-1959, avec des épisodes de 30 minutes, et la série est annulée à l'issue de cette saison mais elle est relancée en 1960 pour trois autres saisons, avec cette fois des épisodes de 60 minutes.
Au Québec, elle a été diffusée à partir du 2 octobre 1963 à la Télévision de Radio-Canada.

## Synopsis
La série présente des enquêtes menées par les inspecteurs du 65e commissariat de police du New York City Police Department avec des intrigues se concentrant beaucoup sur les criminels et les victimes.

## Distribution
- Harry Bellaver : inspecteur Frank Arcaro
- Horace McMahon : lieutenant Michael « Mike » Parker
- Paul Burke : inspecteur Adam Flint (saisons 2 à 4)
- Nancy Malone (en) : Libby Kingston (saisons 2 à 4)
- James Franciscus : inspecteur James Halloran (saison 1)
- John McIntire : lieutenant Dan Muldoon (saison 1)

## Épisodes
| Saison | Saison | Épisodes | Années    | Dates de diffusion               |
| ------ | ------ | -------- | --------- | -------------------------------- |
|        | 1      | 39       | 1958-1959 | 30 septembre 1958 – 23 juin 1959 |
|        | 2      | 32       | 1960-1961 | 12 octobre 1960 – 21 juin 1961   |
|        | 3      | 33       | 1961-1962 | 27 septembre 1961 – 20 juin 1962 |
|        | 4      | 34       | 1962-1963 | 19 septembre 1962 – 29 mai 1963  |

## Distinctions
Sauf indication contraire, les informations mentionnées dans cette section peuvent être confirmées par la base de données cinématographiques IMDb,  présente dans la section « Liens externes ».

### Récompenses
- Emmy Award du meilleur montage pour une série télévisée 1961
- Emmy Award de la meilleure photographie pour une série télévisée 1962
- Emmy Award du meilleur montage pour une série télévisée 1962
- Writers Guild of America Award du meilleur scénario pour un épisode dramatique 1962 pour The Fault in Our Stars
- Emmy Award de la meilleure photographie pour une série télévisée 1963
- Writers Guild of America Award du meilleur scénario pour un épisode dramatique 1963 pour Today the Man Who Kills Ants Is Coming

### Nominations
- Emmy Award de la meilleure série télévisée dramatique 1959
- Emmy Award de la meilleure série télévisée dramatique 1961
- Emmy Award de la meilleure série télévisée dramatique 1962
- Emmy Award de la meilleure réalisation pour une série télévisée dramatique 1962 pour Arthur Hiller
- Emmy Award du meilleur acteur dans une série télévisée 1962 pour Paul Burke
- Emmy Award du meilleur acteur dans un second rôle dans une série télévisée 1962 pour Horace McMahon
- Emmy Award de la meilleure série télévisée dramatique 1963
- Emmy Award du meilleur acteur dans une série télévisée 1963 pour Paul Burke
- Emmy Award de la meilleure actrice dans un second rôle dans une série télévisée 1963 pour Nancy Malone (en)
- Emmy Award de la meilleure actrice dans une mini-série ou un téléfilm 1963 pour Diahann Carroll
- Emmy Award du meilleur montage pour une série télévisée 1963
- Directors Guild of America Award du meilleur réalisateur de série télévisée 1963 pour Robert Gist
- Writers Guild of America Award du meilleur scénario pour un épisode dramatique 1964 pour The S.S. American Dream